# Forsvars- & Aerospaceindustrien i Danmark
Forsvars- & Aerospaceindustrien i Danmark (FAD) , er en forening for danske producenter af forsvarsrelaterede produkter og serviceydelser. Foreningen blev etableret i 1996 og har som sine tre hovedopgaver:
- Varetage medlemmernes interesser, herunder sikre at udenlandske leverandører lever op til sine offset-forpligtelser.
- Bringe medlemmerne sammen med internationale kunder og samarbejdspartnere.
- Etablere faglige og forretningsmæssige netværk på tværs af medlemskredsen.

FAD er medlem af Dansk Industri.

## Eksterne links
- FAD's hjemmeside Arkiveret 29. januar 2007 hos  Wayback Machine